# Paul Manaut
Paul Manaut, né le 20 mars 1882 à Lavelanet dans l'Ariège et mort le 16 octobre 1959 à Chalabre, est un sculpteur, peintre et aquarelliste français.

## Biographie
Paul Manaut, fils de Barthélémy Manaut et Berthe Gabarrou, fait ses études au collège de Toulouse. Il intègre ensuite l'école des Beaux-Arts dans cette même ville.
Il a exposé au salon des artistes français. En 1929, la ville de Paris lui achète La Source. En 1930, il participe au salon des Tuileries. On dit souvent de lui qu'il était le disciple de Bourdelle et le compagnon de Maillol.
Durant la seconde guerre mondiale, il se replie à Chalabre, le fief familial dans l'Aude, puis à Carcassonne où il ouvre un atelier en commun avec Yvonne Gisclard-Cau,.

### Bibliographie

Œuvres de Paul Manaut
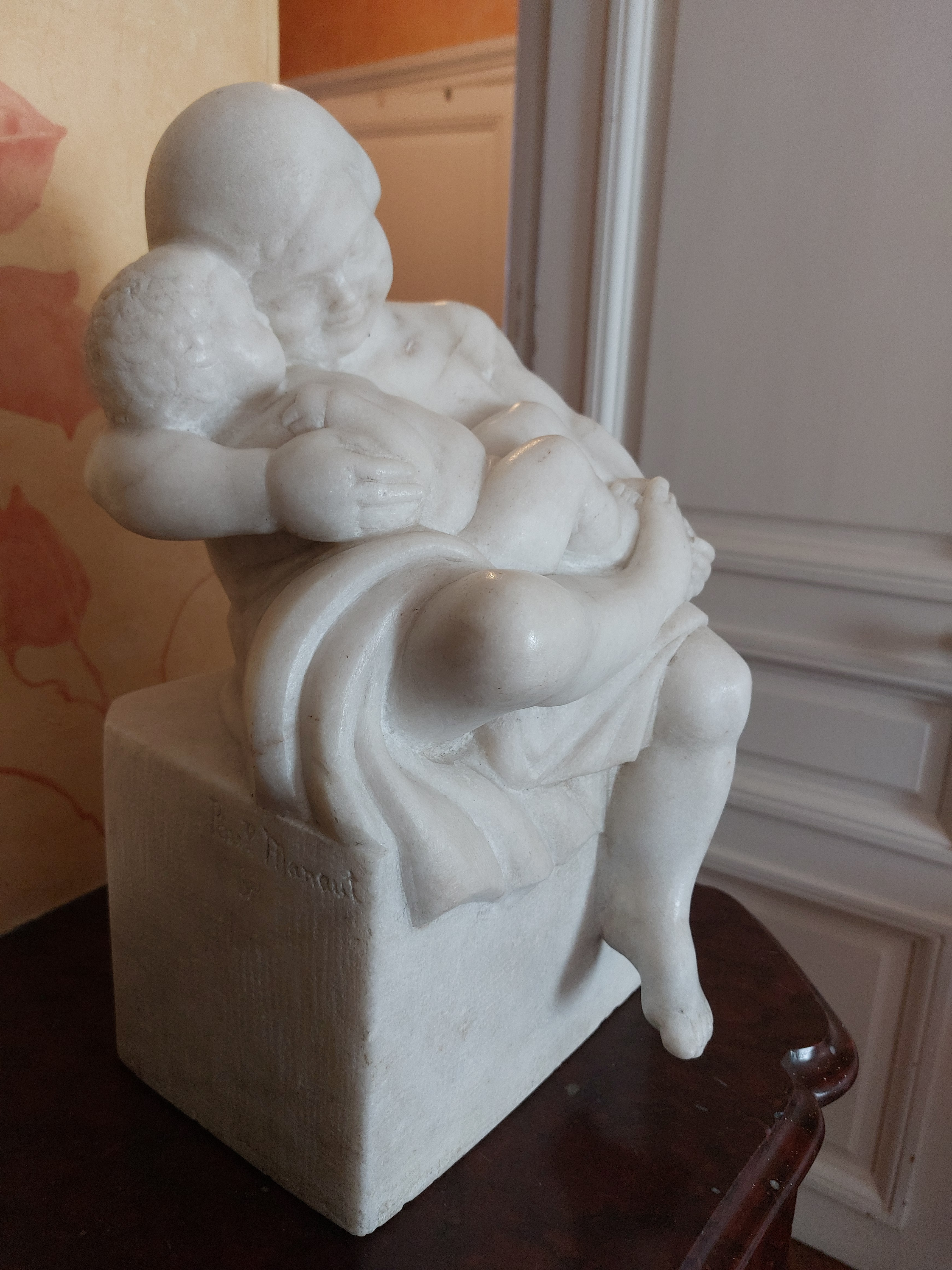
« Maternité », sculpture en marbre.
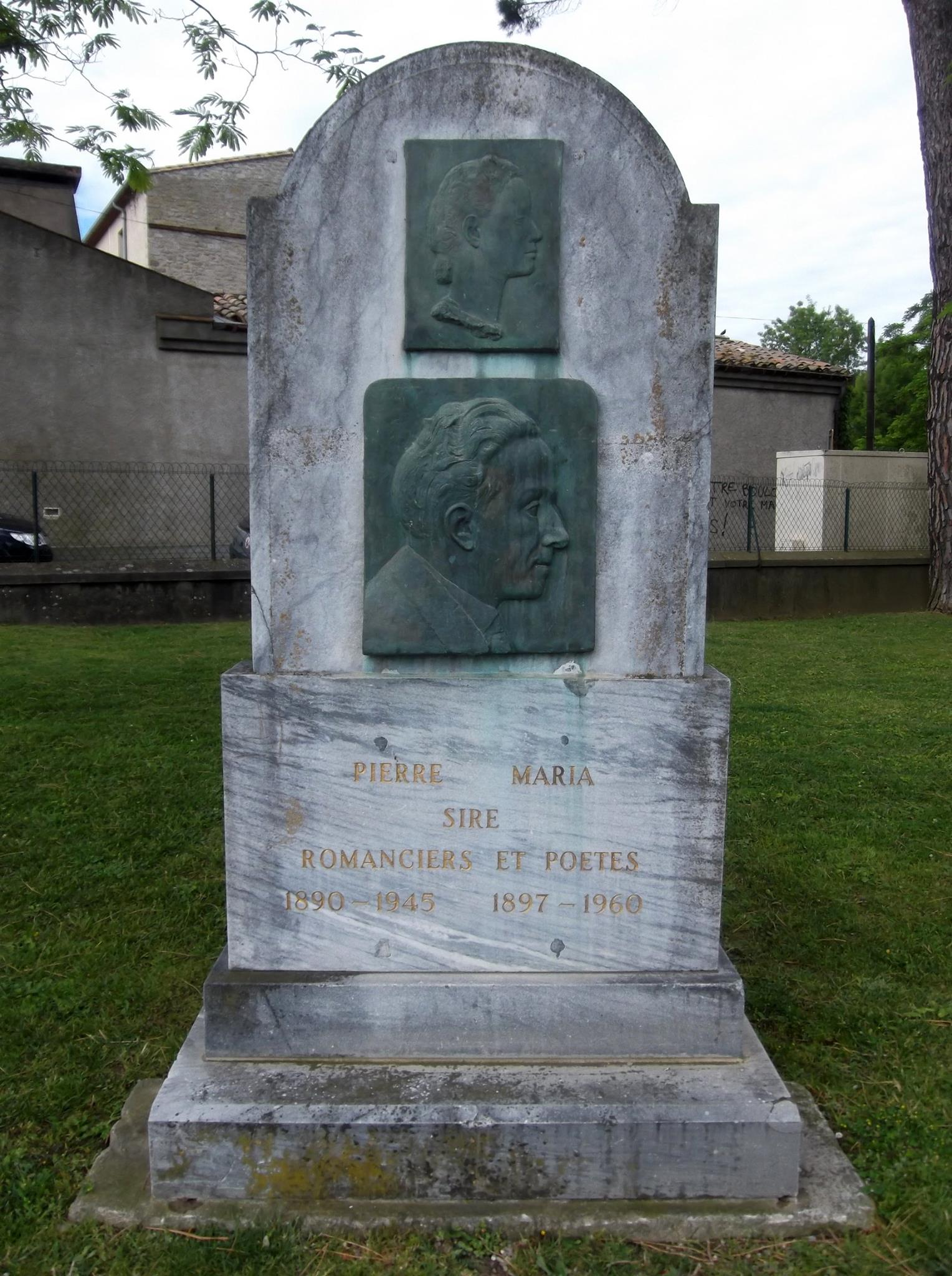
Monument dédié à Pierre et Maria Sire situé à Carcassonne dans le jardin éponyme.
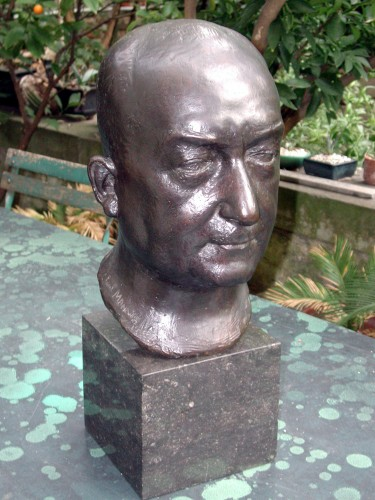
Buste de l'ancien maire de Carcassonne, Philippe Soum. Bronze de Paul Manaut.
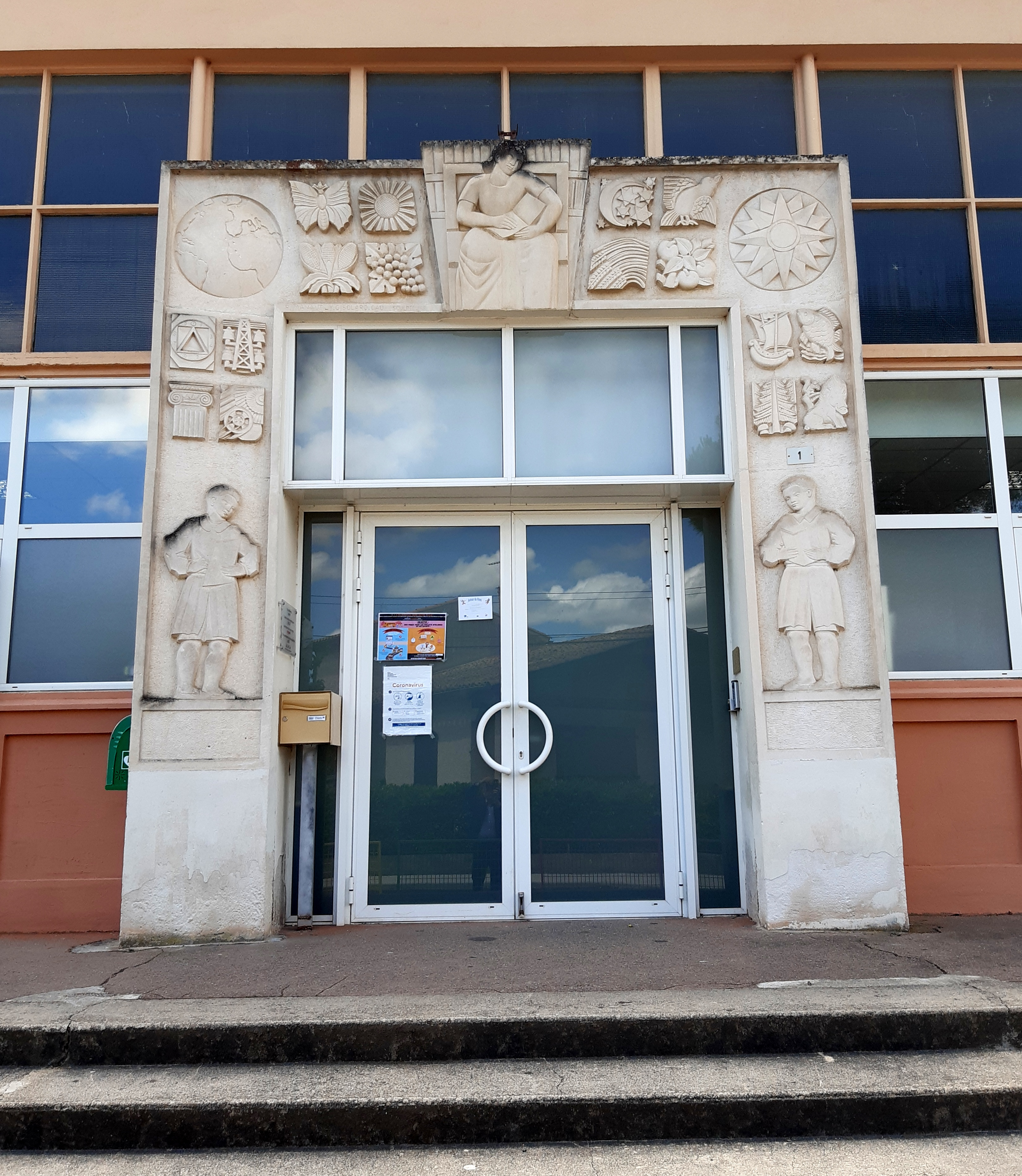
La porte de l'entrée de l'école élémentaire de Bram, signée Yvonne Gisclard-Cau et Paul Manaut.
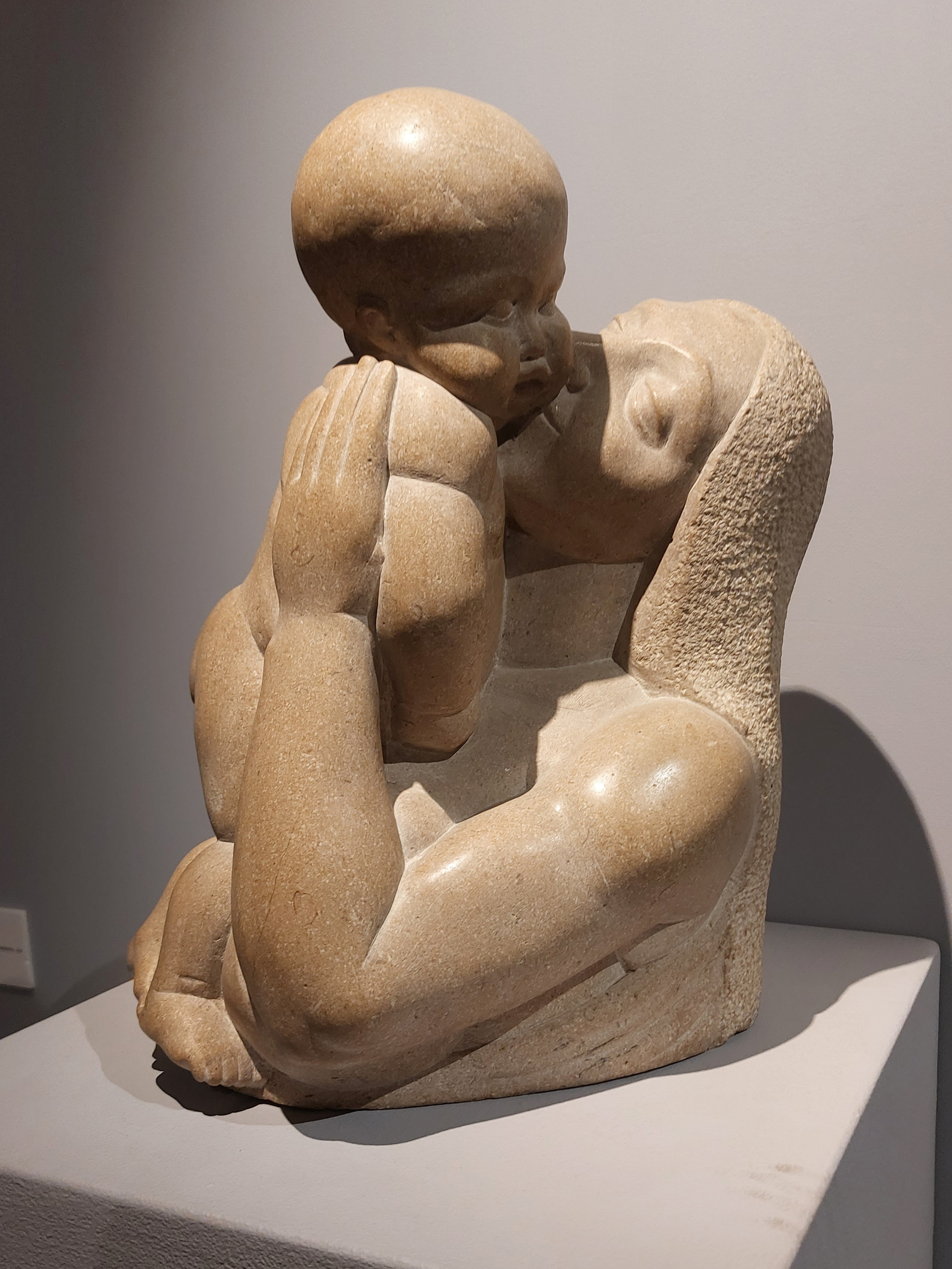
«Jeune maternité », sculpture en calcaire de Paul Manaut, visible au Musée des beaux-arts de Carcassonne.
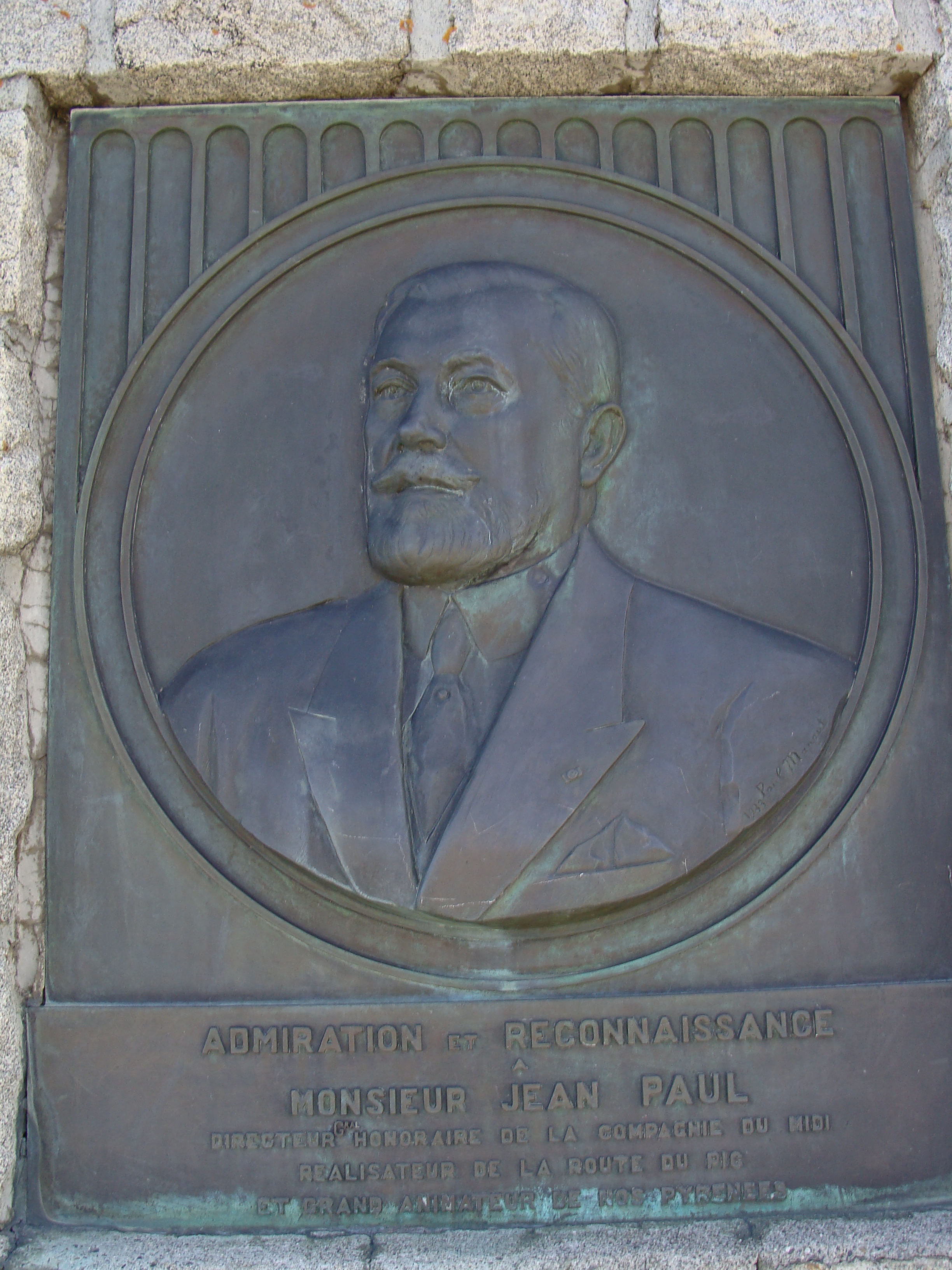
Plaque commémorative en hommage à Jean-Raoul Paul, au col du Tourmalet.